# Fredrik G.G. Schrewelius
Fredrik Gustaf Georg Schrewelius (født 18. marts 1799 i Karlskrona, død 28. marts 1865 i Lund) var en svensk retslærd.
Schrewelius blev student 1817, magister 1820, Dr. jur. 1820 — De vi juris Romani in jus Suecanum —, samme år docent ved universitetet i Lund, 1827 ekstraordinær adjunkt sammesteds, 1839 ordentlig adjunkt sammesteds, 1844 professor sammesteds.
Schrewelius, der var en særdeles anset lærer, har foruden nogle disputatser og mindre afhandlinger i Carl Kristian Schmidts "Juridiskt Archiv" udgivet "Lunds Akademis Constitutioner" (1832), de meget benyttede "Lärobok i Sveriges allmänna nu gällande Civil-Rätt", I—III (1844—49, 2. oplag 1851—58, 3. oplag af 1. del ved Philibert Humbla 1872), "Lärobok i Sveriges allmänna nu gällande Civil-Proces" (1853) og den romerretlige "Juridisk Chrestomathie til begagnande vid Föreläsningar" (1855).